# Фудзивара-но Ёрицунэ
Кудзё Ёрицунэ (яп. 九条 頼経, 12 февраля 1218 — 1 сентября 1256), также известный как Фудзивара-но Ёрицунэ (яп. 藤原 頼経) — четвёртый сёгун Камакурского сёгуната. Его отцом был канпаку Кудзё Митииэ, а бабушка племянницей Минамото-но Ёритомо. Его жена была внучкой Минамото-но Ёритомо и дочерью Минамото-но Ёрииэ. Он родился в год (согласно китайской астрологии) Тигра, в месяц, в день, и поэтому его имя при рождении было Митора (三寅, «Тройной тигр»).
Ёрицунэ был членом великого рода Фудзивара. Семья Кудзё была одной из пяти линий исторически могущественного придворного рода Фудзивара.

## Семья
- Отец: Кудзё Митииэ[англ.]
- Мать: Сайондзи Ринко
- Жена: Минамото-но Ёсико (1202—1234)
- Наложница: Омия-но Цубонэ
- Дети:
  - Кудзё Ёрицугу от Омия
  - Кудзё Митидзё от Омия
  - Минамото-но Мэгухимэ от Омия

## События периода бакуфу Ёрицунэ
В возрасте семи лет, в 1226 году, Ёрицунэ стал Сэй-и Тайсёгуном в результате политической сделки между его отцом и регентом сёгуната Камакура Ходзё Ёситоки и Ходзё Масако, которые сделали его марионеткой в руках семьи Ходзё.
- 1225 год (11-я луна 1-го года Кароку) — Ёрицунэ провёл обряд совершеннолетия в возрасте 8 лет, но всеми делами сёгуната по-прежнему заправлял сиккэн Ходзё Ясутоки[2];
- 1226 год (1-я луна 2-го года Кароку) — Император Го-Хорикава поднял Ёрицунэ до первого ранга пятого класса в придворной иерархии[2].
- 1230 год (12-я луна 2-го года Канги) — Ёрицунэ женился на дочери Минамото-но Ёрииэ, которая была на 15 лет его старше[3];
- 1231 год (2-я луна 3-го года Канги) — Ёрицунэ поднялся до 2-го ранга 4-го класса придворной иерархии[3];
- 1231 год (3-я луна 3-го года Канги) — Ёрицунэ стал генералом левых[3];
- 1231 год (4-я луна 3-го года Канги) — Ёрицунэ поднялся до 1-го ранга 4-го класса[3];
- 1232 год (2-я луна 1-го года Дзёэй) — Ёрицунэ поднялся до 2-го ранга 3-го класса в придворной иерархии[3];
- 1233 год (1-я луна 1-го года Тэмпуку) — Ёрицунэ получил титул тюнагон[4][5];
- 1234 год (12-я луна 1-го года Бунряку) — Ёрицунэ поднялся до 1-го ранга 3-го класса в придворной иерархии[6].
- 1235 год (11-я луна 1-го года Катэй) — Ёрицунэ поднялся до 2-го ранга 2-го класса в придворной иерархии[6];
- 1236 год (7-я луна 2-го года Катэй) — Ёрицунэ повышен до 1-го ранга 2-го класса[6];
- 1237 год (8-я луна 3-го года Катэй) — по указу Ёрицунэ началось строительство дворца в районе Рокухары в Мияко[6];
- 1238 год (1-я луна 1-го года Рякунин) — Ёрицунэ, вместе с Ходзё Ясутоки и представителями провинций, выехал Камакуры в Мияко. В Камакуре остался Фудзивара-но Юкимици следить за порядком в стране[6];
- 1238 год (2-я луна 1-го года Рякунин) — Ёрицунэ прибыл в Мияко и остановился в своём новом дворце в Рокухаре[7];
- 1238 год (10-я луна 1-го года Рякунин) — Ёрицунэ вернулся в Камакуру[7].
- 14 июля 1242 (15-й день 6-й луны 3-го года Ниндзи) — в возрасте 60 лет скончался сиккэн Ходзё Ясутоки; его должность досталась сыну, Ходзё Цунэтоки, но реальная власть оказалась в руках Ёрицунэ[8];
- 1244 год (2-й год Кангэн) — весной этого года в небе над Камакурой наблюдался целый ряд необычных явлений, глубоко обеспокоивших Ёрицунэ[9];
- 1244 год (4-я луна 2-го года Кангэн) — сын Ёрицунэ прошёл церемонию совершеннолетия в возрасте 6 лет. В той же луне Ёрицунэ спросил у императора Го-Сага разрешение снять с себя полномочия сёгуна в пользу своего сына[9][10];
- 11 сентября 1245 года (7-я луна 3-го года Кангэн) — Ёрицунэ обрил голову и стал буддийским монахом[9];
- 1246 год (7-я луна 4-го года Кангэн) — сын Ёрицунэ, ныне сёгун Ёрицугу (которому всего 7 лет), женился на 16-летней сестре Ходзё Цунэтоки[9];
- 1 сентября 1256 года (11-й день 8-й луны 1-го года Когэн) — в возрасте 39 лет скончался Ёрицунэ[11];
- 14 октября 1256 года (24-й день 9-й луны 1-го года Когэн) — в возрасте 18 лет скончался Ёрицугу, сын Ёрицунэ и его преемник на посту сёгуна[11].